# Międzynarodowy Festiwal Muzyki Cerkiewnej „Hajnówka”

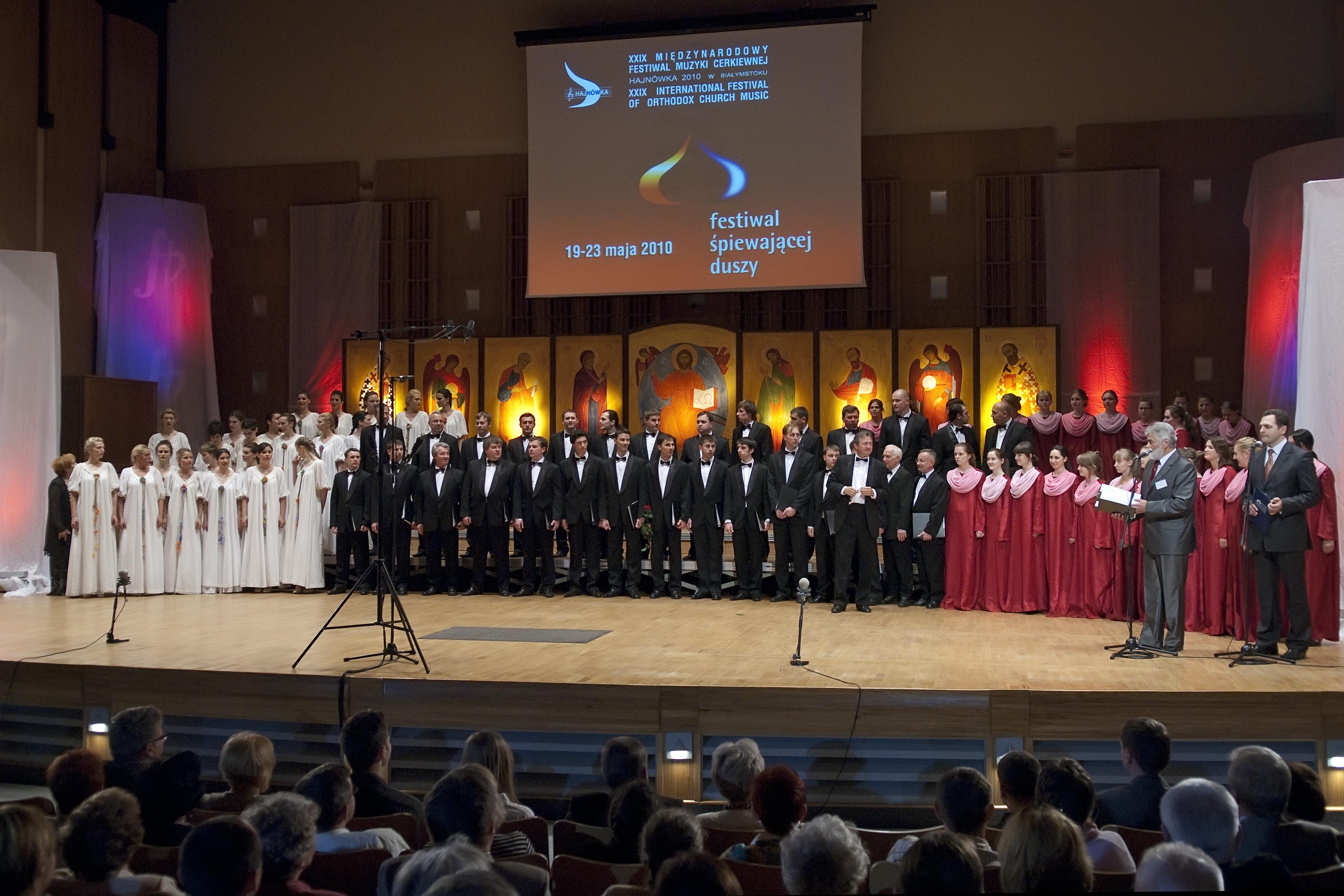
Koncert Galowy MFMC 2010

Międzynarodowy Festiwal Muzyki Cerkiewnej „Hajnówka” – festiwal muzyki cerkiewnej organizowany od 1982, pierwotnie pod nazwą „Dni Muzyki Cerkiewnej”. Od 1982 do 2002 roku (przez dwadzieścia jeden edycji) przesłuchania konkursowe odbywały się w Hajnówce.

## Historia
Międzynarodowy Festiwal Muzyki Cerkiewnej „Hajnówka” jest kontynuatorem odbywającego się od 1982 roku festiwalu muzyki cerkiewnej o pierwotnej nazwie „Dni Muzyki Cerkiewnej”. Od 1991 roku wydarzenie zaczyna być znane pod nazwą „Międzynarodowy Festiwal Muzyki Cerkiewnej”. Przedsięwzięcie, którego pomysłodawcą oraz inicjatorem był Mikołaj Buszko, organizowane było początkowo we współpracy z przedstawicielami Polskiego Autokefalicznego Kościoła Prawosławnego.
W 1983 r. do organizatorów dołączył jako przewodniczący jury Romuald Twardowski, kierujący obradami, do chwili swej śmierci w 2024 roku.
W 1995 r. Ministerstwo Kultury i Dziedzictwa Narodowego nadało Festiwalowi „kategorię zerową”, kwalifikując go do wydarzeń artystycznych najwyższej rangi.
W 1996 roku powstała Fundacja „Muzyka Cerkiewna”, do której zadań należało zdobywanie środków finansowych niezbędnych do organizacji przedsięwzięcia. W 1998 Hajnowski Dom Kultury, dotychczasowy organizator festiwalu, przekazał fundacji prawa do organizacji wydarzenia, pozostając równocześnie jednym ze współorganizatorów. Pod koniec lat 90., gdy festiwal cieszył się już dużym uznaniem w świecie muzycznym, zaczęły narastać nieporozumienia między organizatorami a władzami Polskiego Autokefalicznego Kościoła Prawosławnego. Spory doprowadziły ostatecznie do tego, iż od 2002 roku Międzynarodowy Festiwal Muzyki Cerkiewnej „Hajnówka” organizowany jest już bez współudziału polskiej Cerkwi. Edycja w 2002 roku odbyła się jeszcze w Hajnówce, natomiast wszystkie kolejne w Filharmonii Podlaskiej i Pałacu Branickich w Białymstoku.

## Formuła festiwalu
Celem Międzynarodowego Festiwalu Muzyki Cerkiewnej „Hajnówka” w Białymstoku jest „prezentacja światowego dorobku oraz popularyzacja wysokich wartości artystycznych i duchowych muzyki cerkiewnej”.
Festiwal realizowany jest w formule konkursowej z udziałem amatorskich i zawodowych chórów świata, w tym również czołówki chórów polskich. Uczestniczą w nim chóry bez względu na narodowość i wyznanie: katolicy, grekokatolicy, protestanci, prawosławni, staroobrzędowcy, a także muzułmanie, buddyści, wyznawcy judaizmu. Organizatorzy festiwalu podają, iż do 2013 roku wzięło w nim udział 726 chórów z 35 krajów świata (Europy, Azji, Ameryki Płn. i Afryki).
Festiwalowi towarzyszą seminaria, wystawy, spotkania kompozytorów i dyrygentów – Master Class oraz koncerty w innych miastach. W trakcie Festiwalu prezentowana jest muzyka cerkiewna, od początków chrześcijaństwa, po kompozycje współczesne. Festiwal odkrywa również i popularyzuje muzykę cerkiewną tworzoną przez kompozytorów polskich. Prezentowane są dzieła S. Moniuszki, K. Szymanowskiego, L.M. Rogowskiego, K. Gorskiego, J. Kozłowskiego, R. Twardowskiego i K. Pendereckiego, w tym utwory wokalno – instrumentalne. Wśród tych ostatnich prezentowano: „Małą Liturgię Prawosławną” R. Twardowskiego, Liturgię A. Greczaninowa „Hymn do Św. Daniły” i „Jutrznię” K. Pendereckiego (w 2006 r. miała miejsce rosyjska prapremiera w Smolnym Soborze w St. Petersburgu). Pamięci Romualda Twardowskiego, zmarłego w 2024, wieloletniego przewodniczącego konkursowego jury, został poświęcony 43. Międzynarodowy Festiwal Muzyki Cerkiewnej „Hajnówka” w Białymstoku.

## Organizator
- Fundacja „Muzyka Cerkiewna”,
- Dyrektor festiwalu – Mikołaj Buszko

## Laureaci
Uczestnicy oceniani są w następujących kategoriach:
- kategoria chórów amatorskich świeckich,
- kategoria chórów amatorskich parafialnych,
- kategoria chórów zawodowych kameralnych,
- kategoria chórów zawodowych
- kategoria chórów uczelni muzycznych
- kategoria chórów dziecięcych

Jury przyznaje I, II, III miejsca w każdej z kategorii oraz wyróżnienia.

### kategoria chórów amatorskich parafialnych
- 2002
  - Chór „Saghmos” z Jrvezh – Erywań (Armenia)
  - Chór Katedralny Carmen z Białegostoku
- 2003 – Chór Parafii pw. Św. Zofii ze Sztokholmu (Szwecja)
- 2004 – Chór Cerkwi św. Mikołaja w Tallinnie (Estonia)
- 2005 – Chór Cerkwi św. Pietki z Płowdiw (Bułgaria)
- 2006
  - Chór Sankt-Petersburskiej Prawosławnej Akademii Duchownej (Rosja)
  - Bracki Chór Kijowsko-Pieczerskiej Ławry (Ukraina)
- 2007 – Dziecięcy Chór Katedralny Soboru pw. Przemienienia Pańskiego (Ukraina)
- 2008 – Chór Soboru Narodzenia Chrystusa z Rygi (Łotwa)
- 2009 – Chór Bułgarskiej Cerkwi Prawosławnej z Berlina (Niemcy)
- 2010 – Młodzieżowy Chór „O czudiesie” Cerkwi Św. Mikołaja z Kijowa (Ukraina)
- 2011
  - Chór Katedry p. w. Św. Mikołaja z Sortowały (Rosja)
  - Chór Soboru pw. Św. Aleksandra Newskiego z Paryża (Francja)
- 2012 – Chór Serbskiego Prawosławnego Towarzystwa Śpiewaczego „Vila” z Prijedor (Republika Serbska Bośni i Hercegowiny)
- 2013
  - Chór Soboru św. Apostoła Andrzeja z Królewca (Rosja)
  - Zespół Solistów „Rostov-Don Art Music” Parafii św.Andrzeja z Rostowa (Rosja)
- 2014 – Chór Diecezji Australijskiej Rosyjskiej Cerkwi Prawosławnej Zagranicą z Croydon, Sydney (Australia)

### kategoria chórów amatorskich świeckich
- 2002 – Chór Żeński „Rustiko” ze Skopje (Macedonia)
- 2003 – Chór „Gloria” Republikańskiego Kolegium Muzycznego im. St. Niagi z Kiszyniowa (Mołdawia)
- 2004 – Chór „Psalmodia” Papieskiej Akademii Teologicznej w Krakowie (Polska)
- 2005
  - Chór „Widrodżennia” z Krzywego Rogu (Ukraina)
  - Akademicki Chór Państwowego Uniwersytetu w Omsku (Rosja)
- 2006
  - Chór Akademicki Politechniki Częstochowskiej „Collegium Cantorum”
  - Chór Szkoły Muzycznej w Dyneburgu (Łotwa)
- 2007 – Akademicka Kapela Chóralna Narodowego Technicznego Uniwersytetu Ukrainy “Politechnika Kijowska” (Ukraina)
- 2008
  - Akademicki Chór „Mozaika” Państwowej Uczelni Muzycznej z Mohylewa (Białoruś)
  - Chór Kameralny Akademii Medycznej z Wrocławia
- 2009
  - Studencki Chór „Cantus Juventae” Państwowego Uniwersytetu Lingwistycznego z Mińska (Białoruś)
  - Żeński Chór „Lira” Państwowego Uniwersytetu Mołdawii z Kiszyniowa (Mołdawia)
- 2010
  - Chór Uniwersytetu Warszawskiego z Warszawy (Polska)
  - Chór Kameralny „Salutaris” z Mińska (Białoruś)
- 2011 – Żeński Chór Młodzieżowy „Oriana” z Odessy (Ukraina)
- 2012
  - Chór „Pro musica” Uniwersytetu Wileńskiego z Wilna (Litwa)
  - Chór Akademicki Politechniki Warszawskiej z Warszawy (Polska)
- 2013 – Chór Komendy Wojewódzkiej Policji w Białymstoku (Polska)
- 2014 – Ludowa Kapela Chóralna Państwowego Uniwersytetu z Mińska (Białoruś)

### kategoria chórów zawodowych kameralnych
- 2002 – Chór „Cantemus” z Mińska (Białoruś)
- 2003 – Chór Męski „Radziwiły” Parafii pw. Ikony Matki Bożej „Wsiech Skorbiaszczich Radost'” ku Czci Ofiar Czarnobyla z Mińska (Białoruś)
- 2004 – Chór Kameralny „Legenda” z Drohobycza (Ukraina)
- 2005 – brak zespołów w kategorii
- 2006 – Bizantyjski Zespół Męski „Św. Efraim” z Budapesztu (Węgry)
- od 2007 roku –kategoria nie istnieje

### kategoria chórów zawodowych
- 2002 – Chór Kameralny „Brevis” z Wilna (Litwa)
- 2003 – Chór Kameralny Konserwatorium Moskiewskiego im. P. Czajkowskiego w Moskwie (Rosja)
- 2004 – Chór Prawosławny Bractwa im. Arcystratega Michała w Mińsku (Białoruś)
- 2005 – Kameralny Chór „Kredo” z Kijowa (Ukraina)
- 2006 – Chór Kameralny Narodowego Teatru Opery i Baletu im. K. Bajsieitowej z Astany (Kazachstan)
- 2007
  - Chór „Vilnius” (Litwa)
  - Kameralny Chór „Niżnij Nowgorod” (Rosja)
- 2008 – Chór Radia i Telewizji Mołdawii „Mołdowa” – Kiszyniów (Mołdawia)
- 2009 – Państwowa Akademicka Kapełła Chóralna Rosji im. A. Jurłowa z Moskwy (Rosja)
- 2010 – Kijowska Męska Kapela Chóralna im. L. Rewuckiego z Kijowa (Ukraina)
- 2011 – Chór Kameralny Filharmonii z Astany (Kazachstan)
- 2012
  - Kameralny Chór „Woskriesinnia” z Iwano – Frankowska (Ukraina)
  - Chór „Preludiu” Narodowego Centrum Sztuki z Bukaresztu (Rumunia)
- 2013 – Akademicki Kameralny Chór Państwowej Filharmonii z Kostromy (Rosja)
- 2014 – Kameralny Chór „Sofia” z Kijowa (Ukraina)

### kategoria chórów uczelni muzycznych
- 2007
  - Żeński Chór „Renaissance” Akademii Teatru i Sztuk Pięknych (Mołdawia)
  - Żeński Kameralny Chór „Elegia” (Białoruś)
- 2008 – brak zespołów w kategorii
- 2009 – Chór Studentów Sankt-Petersburskiego Konserwatorium im. N. Rimskiego-Korsakowa z Sankt-Petersburga (Rosja)
- 2010
  - Chór „Collegium Musicum” Państwowego Uniwersytetu Sztuki z Belgradu (Serbia)
  - Żeński Chór Państw. College’u Muzycznego im. N.A. Rimskiego – Korsakowa ze St.Petersburga (Rosja)
- 2011 – Akademick Chór Rosyjskiej Akademii Muzyki im. Gniesinych z Moskwy (Rosja)
- 2012 – brak zespołów w kategorii
- 2013 – Akademicki Chór „Soniacznyj Strum” z Mikołajowa (Ukraina)
- 2014 – Chór Akademicki College’u Muzycznego przy Konserwatorium Moskiewskim (Rosja)

### kategoria chórów dziecięcych
- 2009
  - Dziewczęcy Chór „Wohnyk” Pałacu Dzieci i Młodzieży z Kijowa (Ukraina)
  - Dziecięcy Chór Państwowego Konserwatorium im. S. Rachmaninowa z Rostowa (Rosja)
- 2010 – Dziecięcy Chór Radia i TV Litwy z Wilna (Litwa)
- 2011 – Chór Dziecięcy „Lira” z Mińska (Białoruś)
- 2012 – Dziecięcy Chór „Wiesnianka” z Moskwy (Rosja)
- 2013
  - Chór Chłopięcy Wydziału Praktyki Narodowej Akademii Muzycznej Ukrainy im. Piotra Czajkowskiego z Kijowa (Ukraina)
  - Ludowa Kapela Chóralna „Zorinka” z Ternopola (Ukraina)
- 2014 – Chór „Radost” z Moskwy (Rosja)